# Кочинская синагога

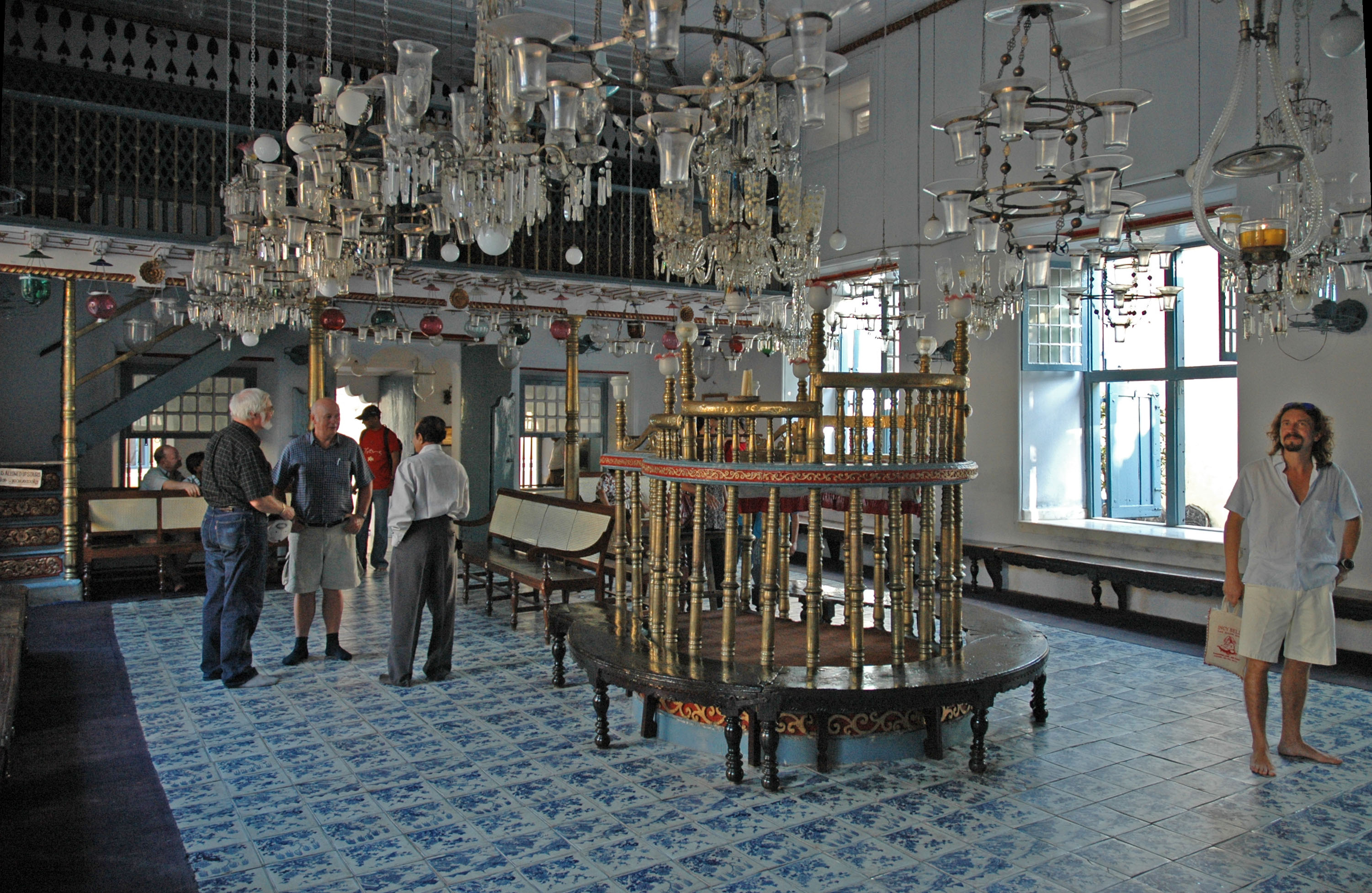
Интерьер

Кочинская синагога (синагога Парадеси) — старейшая синагога в Индии, а также старейшая действующая синагога в Британском содружестве. Расположена в городе Кочин, штат Керала, на юге страны.

## История

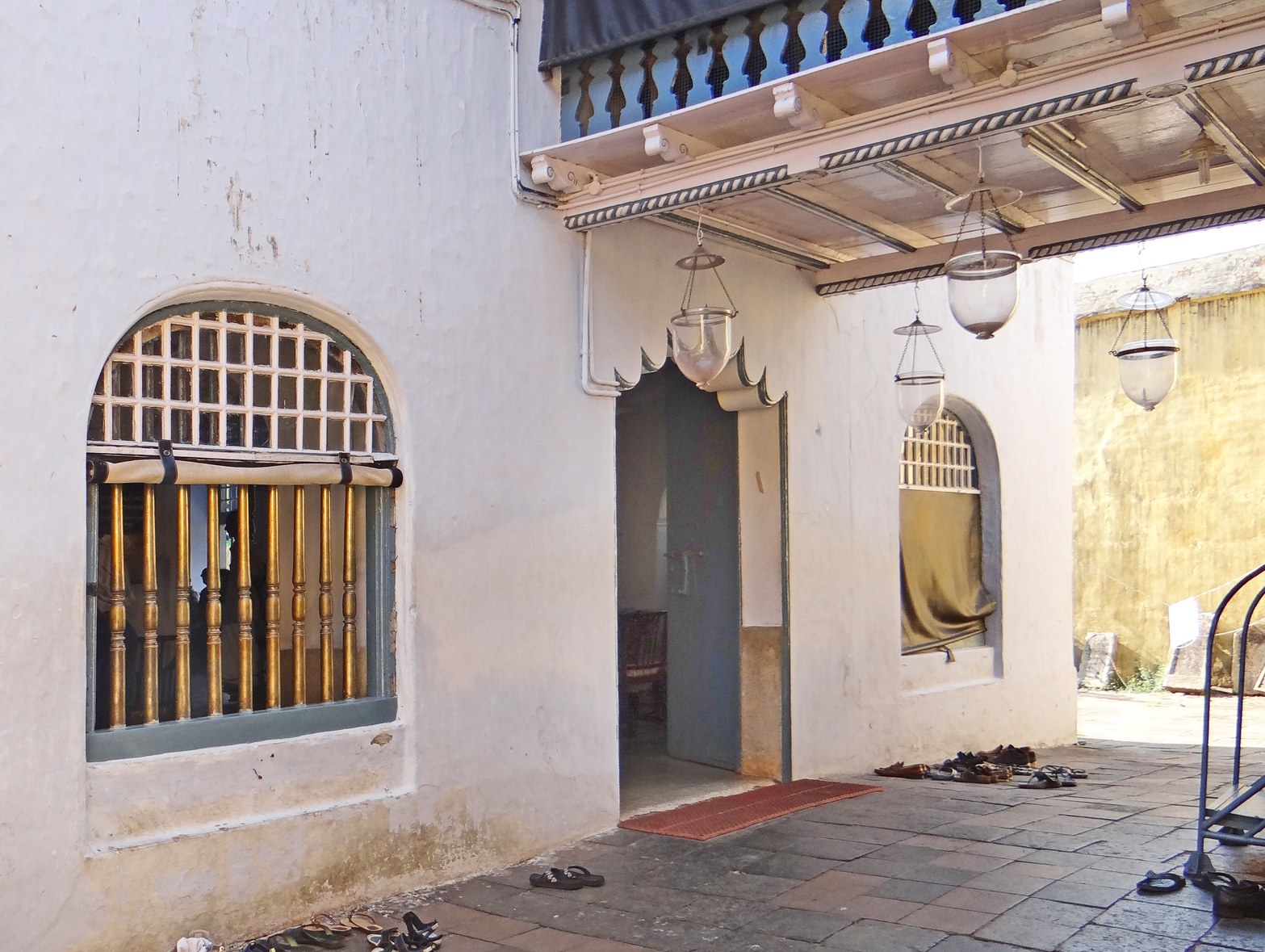
Вход

Основана в 1567 или 1568 году. В прошлом существовало также разделение в правах для членов общины, являвшихся белыми, черными евреями или освобождёнными рабами. В 1968 году церемонию в честь 400-летия синагоги посетила Индира Ганди.

## Синагога сегодня
Сегодня является туристической достопримечательностью. Одновременно это единственная в Кочине синагога, в которой собирается миньян. Из-за местной специфики молящиеся должны входить в помещение босиком. Места для сидения мужчин и женщин отделены друг от друга.
Раввинов у кочинских евреев нет, делами общины занимаются старейшины.

## Драгоценности

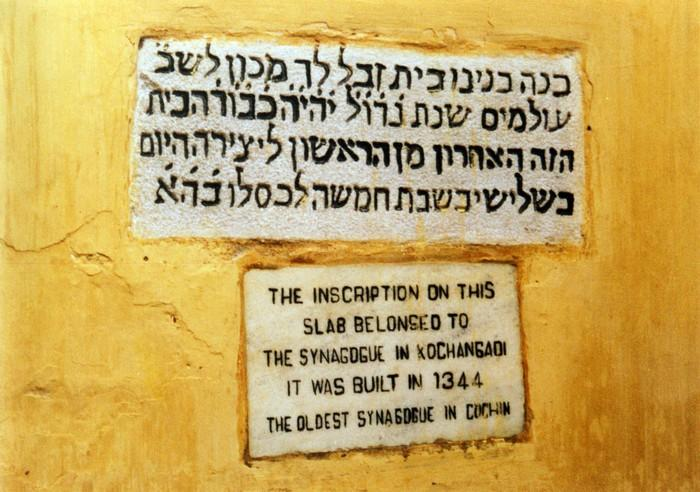
Надпись на иврите

В синагоге хранятся скрижали Закона, несколько подаренных ей золотых корон на свитки, бельгийские стеклянные люстры, уникальные фарфоровые изделия ручной работы, медные таблички X века, на которых записаны привилегии, пожалованные местным евреям.

## Синагога Теккумбхагом
Синагога Теккумбхагом (Thekkumbhagom) расположена в Кочине на Улице Евреев.